# Profondeurs mystérieuses
Pour plus de détails, voir Fiche technique et Distribution.
Profondeurs mystérieuses (Geheimnisvolle Tiefe) est un film autrichien réalisé par Georg Wilhelm Pabst et sorti en 1949.

## Synopsis
Le Dr. Wittich est un spéléologue passionné, qui consacre plus de temps à ses recherches qu'à sa fiancée Cornelia. Elle se tourne donc vers le riche industriel Roy, qu'elle finit même par épouser. Mais son amour pour le spéléologue est resté entier. Lorsqu'ils pénètrent enfin dans un système de grottes dans les Pyrénées, ils y périssent ensemble.

## Fiche technique
- Titre original : Geheimnisvolle Tiefe
- Réalisation : Georg Wilhelm Pabst
- Scénario : Gertrude Pabst, Walter von Hollander
- Photographie : Helmut Ashley, Hans Schneeberger
- Musique : Roland Kovac, Alois Melichar
- Société de production : Pabst-Kiba-Filmproduktionsgesellschaft
- Décorateur : Werner Schlichting, Isabella Schlichting[1]
- Durée: 94 minutes
- Date de sortie :
  - 19 août 1949

## Distribution
- Paul Hubschmid : Dr. Benn Wittich
- Ilse Werner : Cornelia
- Stefan Skodler : Robert Roy
- Elfe Gerhart : Charlotte
- Hermann Thimig : Heinemann
- Maria Eis : Frau Willard
- Harry Leyn : Ein Levantiner
- Ulrich Bettac : Kessler, Compagnon Roys
- Otto Schmöle : Präsident Ries
- Robert Tessen : Bobby Ries
- Helli Servi : Frl. Krümmel
- Ernst Waldbrunn : Herr Peters
- Ida Russka : Frau Peters
- Josef Fischer : Sekretär Pfeifer
- Josefine Berghofer : Sekretärin Bernhard
- Gaby Philipp : Zofe Lizzi
- Franz Eichberger : Bergführer Nino